# Тассіло фон Коллані
Тассіло Гуго Артур фон Коллані (нім. Thassilo Hugo Arthur von Collani; 4 серпня 1899, Кеслін — 28 січня 1981, Вюрцбург) — німецький офіцер, оберст вермахту.

## Біографія
Син оберстлейтенанта Прусської армії Ервіна фон Коллані (26 грудня 1873 — 2 червня 1922), кавалера ордена Pour le Mérite. Старший брат генерал-майора Інго фон Коллані.
21 квітня 1917 року вступив у гвардійський гренадерський полк №5. Учасник Першої світової війни і придушення Сілезьких повстань. На початку Другої світової війни служив в 4-му танковому полку. В жовтні 1939 року відправлений в резерв фюрера і переданий в розпорядження командувача 17-м військовим округом. З лютого 1940 року — викладач тактики в училищі танкових військ. В серпні 1940 року відправлений в резерв і переданий в розпорядження 4-ї танкової дивізії. В травні 1941 року відправлений в резерв ОКГ і відряджений в 3-є авіаційне училище (Вердер), в червні призначений викладачем тактики. Займав цю посаду до грудня 1941 року. З 1 січня 1945 року — командир 21-го фортечного паркового з'єднання.

## Звання
- Фанен-юнкер (21 квітня 1917)
- Фенріх (3 травня 1918)
- Лейтенант (6 жовтня 1919)
- Оберлейтенант (1 грудня 1925)
- Ротмістр (1 вересня 1933)
- Майор (1 січня 1938)
- Оберстлейтенант (1 жовтня 1940)
- Оберст (1 квітня 1942)

## Нагороди
- Залізний хрест 2-го класу (8 грудня 1919)
- Сілезький Орел
  - 2-го ступеня (10 червня 1921)
  - 1-го ступеня (6 вересня 1921)
- Почесний хрест ветерана війни з мечами (9 березня 1935)
- Медаль «За вислугу років у Вермахті» 4-го, 3-го і 2-го класу (18 років; 2 жовтня 1936) — отримав 3 медалі одночасно.